# Cantó de Damville
El cantó de Damville és un cantó francès del departament de l'Eure, situat al districte d'Évreux. Té 16 municipis i el cap es Damville.

## Municipis
- Avrilly
- Buis-sur-Damville
- Chanteloup
- Corneuil
- Damville
- Les Essarts
- Gouville
- Grandvilliers
- L'Hosmes
- Manthelon
- Roman
- Le Roncenay-Authenay
- Le Sacq
- Sylvains-les-Moulins
- Thomer-la-Sôgne
- Villalet

## Història
| Data d'elecció                           | Identitat             | Partit           | Qualitat |
| ---------------------------------------- | --------------------- | ---------------- | -------- |
| 1945-1973                                | Alfred Damoiseau      | radical          |          |
| 1973-1975                                | Louis Van Haecke      | CNI, després RI  |          |
| 1978-1983                                | Aimé Charpentier      | RPR              |          |
| 1983-                                    | Françoise Charpentier | RPR, després UMP |          |
| les dades anteriors no són pas conegudes |                       |                  |          |
|                                          |                       |                  |          |

## Demografia
| A partir de 1990: Població sense dobles comptes |